# 鷲神社 (埼玉県杉戸町)
鷲神社（わしじんじゃ）は、埼玉県北葛飾郡杉戸町の神社。

## 歴史
創建年代は不明である。ただ江戸時代後期の地誌『新編武蔵風土記稿』に掲載されていることから、少なくとも江戸時代後期には既に存在していたものと推測される。「嶽之坊」が別当寺であった。嶽之坊は修験道本山派の寺院「不動院」の末寺であったが、明治初期の神仏分離により、廃寺に追い込まれた。本寺の不動院は明治末期から大正初期に東京府南葛飾郡砂町（現・東京都江東区南砂）に移転し、1948年（昭和23年）に「飛不動」として知られる東京都台東区の正宝院に合併された。

## 小渕鷺神社との関係
当社の特徴として、一つの社殿に二社の独立した神社が鎮座する「二間社」の構造になっている。鳥居をくぐって境内の右半分が当社で、左半分が春日部市の「鷺神社（さぎじんじゃ）」となっている。なお、行政的にも右半分の当社境内のみが杉戸町の飛地となっており、周辺は全て春日部市となっている。社殿の内部は板壁で仕切られており、宗教法人も別法人である。
いつ頃から一体化したのかは不明であるが、少なくとも1853年（嘉永6年）の時点で既に現在のような形になっているという。昔、本郷村と小渕村の間で紛争があったので神社を真っ二つに分けたという言い伝えがあるが、実際には両村との間に交流があり、何らかの理由で一緒の社殿に祀ることになったと推測される。現在も大晦日から元旦にかけて両社の氏子が一堂に会し、交流を深めている。
社殿の修繕費について、かつては当社と鷺神社の氏子の間で「3：7」の割合で負担していたが、現在は「6：4」に改められ、必要に応じて両社氏子総代が話し合うことになっている。

## 交通アクセス
- 北春日部駅より徒歩17分。